# Ammiraglio Millo (sous-marin)
Le Ammiraglio Millo est un sous-marin italien de la classe Ammiragli construit au début des années 1940 pour la Marine royale italienne. 
Le nom du sous-marin est un hommage à Enrico Millo (1865-1930), homme politique et amiral de la marine royale italienne.

## Conception
Leur tâche était la lutte contre la marine marchande, et pour ce rôle ils avaient au moins une caractéristique vraiment intéressante, liée à l'armement. Ils disposaient en fait de torpilles de 450 mm, comme lors de la précédente guerre mondiale, mais avec un sous-marin beaucoup plus grand et plus puissant, de sorte que l'adoption de petites torpilles sur une très grande coque impliquait la présence d'une quantité énorme de torpilles: jusqu'à 38 torpilles, un record absolu à l'époque et sur les sous-marins modernes. Il y avait 8 tubes de lancement à la proue, 6 à la poupe, et afin d'optimiser les performances, les torpilles utilisées étaient d'un nouveau type, entre les 450 mm typiques et les 533 mm. Les torpilles italiennes étaient équipées, dans le cas du 450 mm, de 110 kg de charge explosive, tandis que le 533 mm avait 270 kg d'ogive. Les 450 mm du Ammiragli Cagni, en revanche, étaient équipés d'une charge de 200 kg, tout comme les torpilles aéro-largables de ce calibre.
Le choix des torpilles n'a pas été fortuit, car ces sous-marins ont été conçus pour l'attaque de marchands isolés, même dans des mers très lointaines; en effet, après la grande mission sans escale de 136 jours (environ 4 mois), le Ammiragli Cagni disposait de réserves de nourriture et de carburant pour un mois supplémentaire.
Le grand nombre de ces armes garantissait une longue portée de tir, chose rare dans le cas des sous-marins de l'époque, et le nombre de tubes pouvait garantir une forte probabilité de toucher des cibles importantes, si l'on voulait sacrifier un grand nombre de torpilles pour des cibles uniques; un autre aspect particulier était la présence d'un ferroguide qui permettait la translation des torpilles de la proue à la poupe et vice versa, avec la possibilité de les faire tourner dans la chambre de tir avant. 
Dans la pratique, tout cela n'a pas fonctionné, en partie à cause des déficiences techniques dont ont souffert tous les sous-marins italiens, et en partie à cause des exigences opérationnelles. Il s'est donc avéré que pour ravitailler l'Afrique du Nord, il était nécessaire d'utiliser des sous-marins, moins susceptibles d'être interceptés par la Royal Navy, et les grands navires de cette classe avaient suffisamment d'espace pour transporter une certaine quantité de provisions, alors que d'autres types de sous-marins étaient beaucoup trop petits. Cependant, les sous-marins océaniques de cette classe n'étaient pas idéaux pour se déplacer en Méditerranée, et trois navires de la classe employée ont donc été coulés en une quinzaine de missions.
Seul le Ammiragli Cagni, le navire de tête de la classe, a opéré comme prévu dans l'Atlantique, en coulant quelque 5 500 tonnes de navires marchands.
Malgré ses nombreuses promesses, cette classe de sous-marins n'a pas eu un effet appréciable sur les événements du temps de guerre.

## Caractéristiques
Les sous-marins de la classe Ammiragli déplaçaient 1 703 tonnes en surface et 2 185 tonnes en immersion. Les sous-marins mesuraient 87,9 mètres de long, 7,97 mètres de large et 5,86 mètres de tirant d'eau. Ils avaient une profondeur de plongée de 105 mètres (315 pieds). Leur équipage comptait 85 officiers et hommes.
Pour la navigation de surface, les sous-marins étaient propulsés par deux moteurs diesel de 2 185 chevaux-vapeur (1 630 kW), chacun entraînant un arbre d'hélice. En immersion, chaque hélice était entraînée par un moteur électrique de 900 chevaux-vapeur (650 kW). Ils pouvaient atteindre 17 nœuds (31 km/h) en surface et 8,5 nœuds (15,7 km/h) sous l'eau. En surface, la classe Ammiragli avait une autonomie de 13 500 milles nautiques (25 000 km) à 9 noeuds (17 km/h), en immersion, elle avait une autonomie de 107 milles nautiques (198 km) à 3 noeuds (5,6 km/h) .
Les sous-marins étaient armés de 14 tubes lance-torpilles internes de 450 millimètres (8 à l'avant et 6 à l'arrière) pour lesquels ils transportaient 38 torpilles. Ils étaient également armés de 2 canons de pont de 100 mm calibre 47 Modèle 1938 pour le combat en surface. Leur armement anti-aérien consistait en deux mitrailleuses doubles Breda Model 1931 de 13,2 mm.

## Construction et mise en service
Le Ammiraglio Millo est construit par le chantier naval Cantieri Riuniti dell'Adriatico (CRDA) de Monfalcone en Italie, et mis sur cale le 16 octobre 1939. Il est lancé le 31 août 1940 et est achevé et mis en service le 1er mai 1941. Il est commissionné le même jour dans la Regia Marina.

## Histoire du service
De mai à octobre 1941, le Millo s'occupe de la formation des équipages, devenant effectivement opérationnelle le 15 septembre.
En raison de sa grande taille, il était utilisé pour le transport de fournitures.
Le 21 novembre 1941, il appareille de Tarente pour la première mission (sous les ordres du capitaine de corvette Vincenzo D'Amato, né à Bari le 30 octobre 1908) consistant à transporter 138 tonnes de bidons d'essence et 6,8 tonnes de boîtes de munitions antichars vers Derna. Il arrive dans le port libyen dans la soirée du 23 novembre, dépose la cargaison à terre et part au matin du 24, pour atteindre Tarente deux jours plus tard,.
D'autres missions de ce type ont eu lieu le 30 novembre (à Bardia et à Benghazi), le 23 décembre (à Tripoli) et le 26 janvier 1942 (de nouveau à Tripoli). Au retour de ce dernier voyage, alors qu'il se trouvait près des côtes libyennes, il a également été touché par une attaque aérienne avec des bombes, mais en est sorti indemne,.
Au total, lors de ces quatre missions, le Millo a transporté 365,2 tonnes de carburant, 167 tonnes de munitions et 91 tonnes de fournitures.
Le 6 mars 1942, il a été déployé au sud-est de Malte dans le cadre de l'opération V. 5, protégeant un convoi italien chargé de fournitures à destination de la Libye (le Millo, avec d'autres sous-marins, devait attaquer d'éventuelles unités de surface quittant Malte pour attaquer le convoi),,. Six jours plus tard, n'ayant trouvé aucun navire ennemi, il s'est embarqué sur sa navigation de retour,.
A 13h23 du 14 mars, alors qu'il naviguait en zigzag vers Tarente pour rentrer au port, en provenance du Capo dell'Armi, il a été repéré par le sous-marin britannique HMS Ultimatum (P34), qui a lancé une salve de quatre torpilles: deux des canons ont touché respectivement le milieu du navire et l'arrière de la tourelle, provoquant le naufrage soudain du Millo à la position de 38° 27′ N, 16° 37′ E (au large de Punta Stilo),,,.
Le sous-marin ayant coulé, le commandant Amato, deux autres officiers et 52 sous-officiers et marins (d'autres sources, indiquent un total de 57 victimes), tandis que le commandant en second: le lieutenant de vaisseau Marcello Bertini (qui après la guerre a écrit pour le bureau historique de la marine un texte fondamental sur les sous-marins italiens en Méditerranée), trois autres officiers, deux sous-officiers et huit marins ont été sauvés (et capturés) par le Ultimatum,. Un dernier survivant, le sergent électricien Lingua, a été secouru par un navire qui a quitté la côte (d'où l'on avait vu le naufrage) à 14h08,.
Le Millo avait effectué un total de 6 missions offensives, 4 missions de transport et 4 missions de transfert, pour un total de 8 045 milles nautiques (14 900 km) en surface et 532 milles nautiques (985 km) sous l'eau,.
L'épave du sous-marin a été localisée en septembre 2005, couchée sur son flanc bâbord, à une profondeur comprise entre 65 et 72 mètres.